# ガンとゴン
『ガンとゴン』とは、1970年代に番組販売目的で製作された、時報映画社製作のテレビアニメである。

## 概要
確認されている初放送は秋田テレビで1971年12月1日から放送されるが、全7回で打ち切り。以降は全国各地のローカル局で1990年代まで再放送された。
関東地方では、まずフジテレビで放送されたが途中で打ち切り。その後、東京12チャンネルで全話放送された。
2017年5月3日放送の『ニッポンアニメ100』（NHK）で行われた「ベスト・アニメ100」というランキングにおいて総合99位、男性49位を記録。
1話5分のストーリーでほぼ1話完結となっている。ガンとゴンが冒険をする西部劇というもの。作画の使い回しや声優の投げやりな演技、全く読めない急展開など手抜きさはありつつもコミカルな内容となっている。

## 登場キャラクター
ガン
声 - 三浦利子
主人公。オレンジ色のハムスターのような容姿をしている。冒険好きでオッチョコチョイの正義漢。ゴンと共に宝を捜して世界中を冒険する。一人称は「僕」「俺」と話によって異なる。
ゴン
声 - 小沢弘納
もう一人の主人公。帽子を被った黒い恐竜のような姿をしている。いざとなると抜群のアイデアを閃かすおとぼけ者。ガンと共に宝を捜して世界中を冒険する。一人称は「僕」「俺」と話によって異なる。
ラーラ
声 - 香椎くに子
インディアンの少女。作画によっては鼻が長く描かれていることがある。一人称は「あたし」。
ガンマン
悪役。毎回ガンとゴンに成敗されている。
　酋長
もう一人の悪役。同じくガンとゴンに成敗される。

## 放送局
- 秋田県 - 秋田テレビ（1971年12月1日 - 12月9日）[1]
- 岩手県 - テレビ岩手
- 関東広域圏 - フジテレビ→東京12チャンネル（現:テレビ東京）
- 福島県 - 福島テレビ：月曜 - 土曜 17:45 - 17:50 (1972年9月1日 - 9月30日) → 月曜 - 金曜 17:45 - 17:50 (1972年10月2日 - 1973年2月27日)[4]
- 群馬県 - 群馬テレビ
- 富山県 - 富山テレビ
- 石川県 - 石川テレビ
- 静岡県 - 静岡放送（1974年4月5日 - 1975年8月13日）[2]
- 京都府 - 近畿放送
- 岡山県 - テレビ岡山
- 広島県 - 広島ホームテレビ
- 愛媛県 - テレビ愛媛
- 高知県 - 高知放送
- 長崎県 - 長崎放送
- 鹿児島県 - 鹿児島テレビ
- 沖縄県 - 琉球放送

## スタッフ
- 脚本 - 大貫哲義、村山節子
- キャラクターデザイン - 桑島東輝
- 原画 - 鈴木孝夫
- 動画 - 岩崎純央、町支哲義、坂井文雄、中嶋篤子
- 撮影 - 服部正行
- アニメーション制作 - 日本動画
- 製作 - 時報映画社

## 各話リスト
判明分のみ掲載。順不同。
- 嵐を呼ぶアパッチ機
- 最後のカケ
- 消えた名刀
- 金貨とダイナマイト
- ライオン砦の秘密
- 燃える水たまり
- 古寺の決闘
- 英雄になったガンとゴン
- 熱砂のたたかい
- ニセモノとホン物
- ハワイの休日
- 霧の館
- なぞの古城
- 黒人の島
- ロデオと男
- 姫を助けろ
- ギャング対ガンとゴン
- ド根性
- 帰ってきた金貨の袋
- 満月すすきが原
- シルクハットの男
- 失せ物探し
- 対決
- ドキュラー現わる〔ママ〕
- 怪しい蛇使い
- 男と男
- 赤い手帳のナゾ
- ラーラとの出合い
- ヤム族の反撃
- ある日どこかで
- 影
- 酒とダイヤモンド
- 泣くな忍者
- 光る山
- ペンダントをよこせ
- 消えたゴン
- にくしみに対面
- 謎のトルコ石
- 眠れる森
- まきこまれたガンとゴン
- 人喰い草の恐怖
- 激突
- あの子はどこかで
- オアシスを守れ
- 火攻め水攻め
- 大決闘
- ガンの秘密
- 二人の青春
- 止まらないこと
- 危険が追っていた〔ママ〕
- 空中戦
- 老インディアンの死
- 三度笠だよガンとゴン
- 落日の決闘
- でき心
- 一番勝負
- 香港の夜
- ドライバーだよ…
- 港町ブルース
- 指
- 旅は道連れ
- 迷路
- 二人の関係
- 金もうけ
- 消えた日記帳
- バッチリ成功
- 恐怖の岩穴
- 香水のナゾ
- 堪忍袋の尾がきれた
- ガンの恋愛入門
- 死のS形カーブ
- 象牙の谷
- 女神はほほえむ
- 追いこせ追い抜き
- 出世はしたけれど
- ダブルパンチ
- 男はつらいよ
- ダイヤモンドよ永遠に
- 麻薬Gメン
- エレキ作戦
- 捕われたガンとゴン
- ラーメン星人のたくらみ
- 危機一髪
- 総攻撃
- 新幹線でいこう
- あの娘が可愛いい
- ピンクの真珠
- チャンネル0
- フレッシュコンビ
- 泣くな大将
- ダイヤの指輪
- 悪党ピピー
- ピピーの最後
- カーレース
- 忍者になったガンとゴン
- 敵討ちだよガンとゴン
- カメラでねらえ
- 友情の翼で
- 船の墓場
- 誰の古城〔ママ〕
- 地中海ふたりぼっち
- ギャング対シルクハット
- メカニズム作戦
- 何が何だか
- どうなっているの
- 燃える太陽の不思議
- いまがチャンスだ
- 大蛇天国
- 大鳥族のしゅうげき
- 催眠術はこわい
- 女王変身す
- 海のかなたへ
- 女王対大島主
- 悲しい別れ
- 大ガニ
- 謎のペンダント
- 愛の夢
- ムッシュ・ムッシュ
- 宝の島
- 今日か明日か